# Edna Murphy

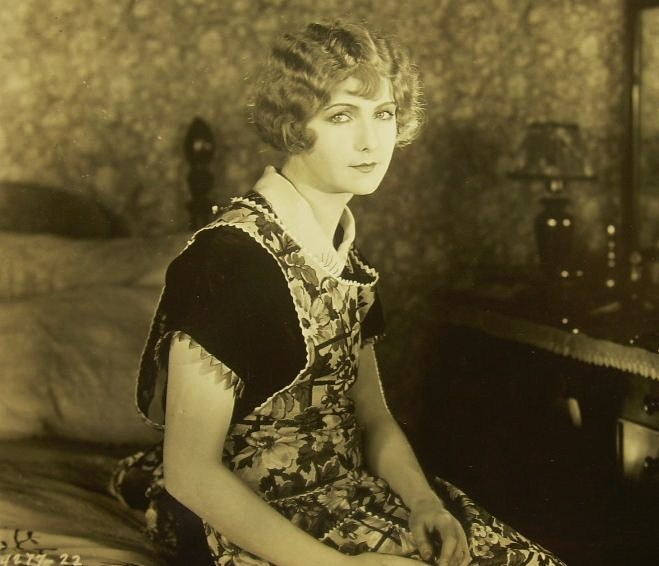
Edna Murphy em The Little Giant, em 1926.

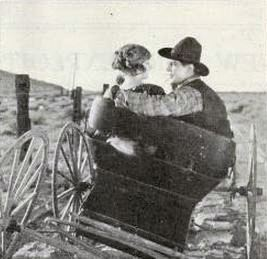
Cena de The Galloping Kid (1922), com Hoot Gibson e Edna Murphy

Edna Murphy (17 de novembro de 1899 – 3 de agosto de 1974) foi uma atriz de cinema estadunidense da era do cinema mudo. Ela atuou em 80 filmes entre 1918 e 1933, e foi eleita a "Mais fotografada estrela de cinema de 1925" pela ScreenLand Magazine.

## Biografia
Edna nasceu em Nova Iorque e graduou-se na Brooklyn's Manual High School, tornando-se posteriormente modelo fotográfico para Lajaren Hiller. Iniciou sua carreira no cinema em 1918, com o filme To the Highest Bidder, para a Vitagraph Company. Seguiram-se mais de 80 filmes, entre eles muitos seriados, destacando-se Fantômas, em 1920, e Leatherstocking, com base no livro de James Fenimore Cooper, em 1923. Ao casar com o produtor e diretor de cinema Mervyn LeRoy, em 1927, retirou-se da indústria do cinema. Após seu divórcio, em 1933, não mais se casou. Quanto a Mervyn, casou em 1934 com Doris Warner, e casaria ainda mais uma vez, com Katherine "Kitty" Spiegel, em 1946.
Seu último filme foi Cheating Blondes, em 1933, num papel secundário, retirando-se do cinema a seguir.
Edna morreu aos 74 anos em Santa Mônica, na Califórnia. Raramente deixava a sua casa em Santa Mônica, e morreu sozinha. Seu vestido de noiva de 1927 foi encontrado perfeitamente preservado, pendurado em sua sala de estar. Ela nunca superou seu amor pelo ex-marido Mervyn LeRoy.

## Filmografia parcial
- Fantômas (seriado, 1920)
- Over the Hill to the Poorhouse (1920)
- The Branded Woman (1920)
- Dynamite Allen (1921)
- The Galloping Kid (1922)
- Ridin' Wild (1922)
- Her Dangerous Path (seriado, 1923)
- Leatherstocking (1924)
- Into the Net (1924)
- Ermine and Rhinestones (1925)
- 45 Minutes from Hollywood (1926)
- The Valley of Hell (1927)
- Tarzan and the Golden Lion (1927)
- The Show of Shows (1929)
- Finger Prints (1931)